# Stan Kroenke

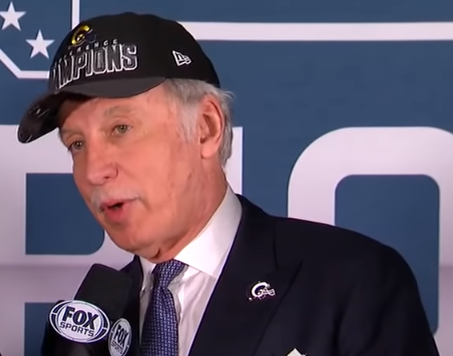
Stan Kroenke (2019)

Enos Stanley „Stan“ Kroenke (* 29. Juli 1947 in Columbia, Missouri) ist ein US-amerikanischer Unternehmer und Milliardär.

## Leben
Kroenke schloss seine Studien an der University of Missouri als Bachelor of Arts and Science und als Master of Business Administration ab. 1983 gründete er das Bauunternehmen Kroenke Group, welches Immobilien entwickelt und besitzt, darunter mehrere Einkaufszentren. Außerdem ist er Vorsitzender von THF Realty, einem unabhängigen Immobilienunternehmen.

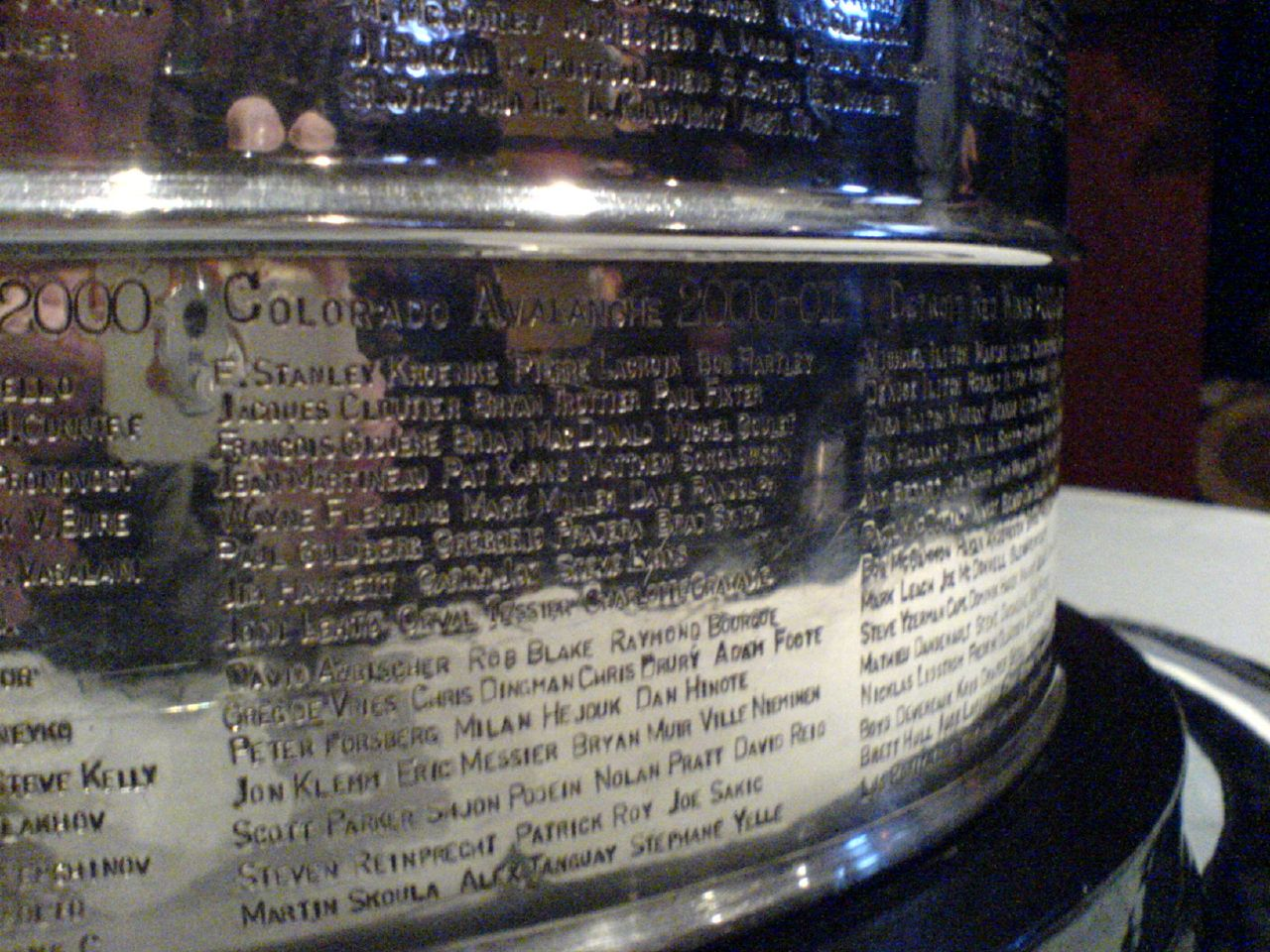
Kroenkes Name auf dem Stanley Cup (1. Reihe von oben, 1. Name von links)

Als Vorsitzender von Kroenke Sports Enterprise ist er Mitbesitzer der Los Angeles Rams aus der American-Football-Liga National Football League (NFL) und alleiniger Besitzer der Colorado Avalanche aus der Eishockeyliga National Hockey League (NHL), der Denver Nuggets aus der Basketballliga National Basketball Association (NBA), der Colorado Mammoth aus der Lacrosseliga National Lacrosse League (NLL) und der Colorado Rapids aus der Fußballliga Major League Soccer (MLS). Außerdem gehört zu Kroenke Sports Enterprise die Ball Arena in Denver und der regionale Sportsender Altitude Sports and Entertainment.
Im April 2007 plante Kroenke die Übernahme des englischen Fußball-Erstligaklubs FC Arsenal. Der Amerikaner wollte 500 Millionen Pfund (734 Millionen Euro) für den Kauf des Vereins bieten, berichtete die Tageszeitung Daily Mirror auf ihrer Internetseite. Am 30. März 2009 wurde bekannt, dass er seine bisherigen 12,2 Prozent Aktien an dem Verein auf 20 Prozent aufgestockt hatte. Den größten Schritt für das Übernahmeangebot an den FC Arsenal machte er am 30. September 2009, als er seine Anteile auf 28,7 Prozent aufstockte. Ihn trennten nun noch 1,2 Prozent davon, ein Übernahmeangebot für die restlichen Anteile unterbreiten zu können.
Im Jahr 2011 erwarb Kroenke weitere Aktienpakete von Ex-Vorstand Danny Fiszman und Lady Nina Bracewell-Smith und war seitdem im Besitz von 62,89 Prozent aller Arsenal-Anteile. Am 7. August 2018 erwarb er von Miteigentümer Alischer Usmanow weitere 30 Prozent der Arsenal-Anteile und übernahm damit die komplette Kontrolle über den Club.

## Vermögen
Stan Kroenke ist Multimilliardär. Er zählt mit einem geschätzten Vermögen von ca. 10,7 Milliarden US-Dollar zu den reichsten Menschen der Welt. Der größte Teil seines Vermögens ist in Immobilien angelegt. Seine Frau Ann Walton Kroenke ist eine Erbin des Einzelhandelskonzerns Walmart, ihr Vermögen beträgt ca. 8,1 Milliarden US-Dollar.